# Carmen Madorrán Ayerra
Carmen Madorrán Ayerra (Pamplona, 1989) es una filósofa, profesora universitaria y activista ecologista y social española.
Licenciada en Filosofía en 2011, y doctorada en 2017, también dispone de un máster en Crítica y Argumentación Filosófica por la Universidad Autónoma de Madrid (UAM) de 2012, y otro en Bioética y Derecho por la Universidad de Barcelona (UB) del 2019. Desde el año 2019 trabaja como profesora en el Departamento de Filosofía de la Universidad Autónoma de Madrid, donde está implicada en tareas docentes y de investigación, y donde ha coordinado el Grupo de Investigación en Humanidades Ecológicas (GHECO), y ha estado directora de la Escuela UAM-Demospaz, miembro del Consejo del Instituto Universitario de Derechos Humanos, Cultura de Paz y no Violencia (Demospaz) y de la Cátedra de Educación para la Justicia Social. También es miembro de la Asociación Fórum Transiciones, del consejo editorial de la revista Papeles de relaciones ecosociales y cambio global de FUHEM, y de la revista Mientras Tanto, así como del Grupo de Investigación Transdisciplinario sobre transiciones socioecológicas y del Grupo de Investigación Genealogía del Pensamiento Contemporáneo. 
Sus líneas de investigación se centran principalmente en la reflexión política y ética contemporánea en el marco de la crisis ecosocial. Entre sus publicaciones más recientes destaca, junto a varios artículos en revistas especializadas y aportaciones a obras colectivas sobre esta temática, el libro Necesidades ante la crisis ecosocial. Pensar la vida buena en el Antropoceno (2023).    Como investigadora y científica no se ha mantenido al margen del activismo exológico y social, y más allá de su actividad profesional a formar parte de movimientos reivindicativos frente a la crisis climática y de biodiversidad,  o reclamando una política exterior independiente y de paz. 